# Herb archidiecezji gdańskiej
Herb archidiecezji gdańskiej – symbol heraldyczny archidiecezji gdańskiej, ustanowiony dekretem abpa Tadeusza Wojdy SAC, metropolity gdańskiego z dnia 7 października 2023.
Herb przedstawia dwudzielną tarczę z głowicą o sfalowanej dolnej krawędzi. W niebieskiej głowicy widnieje złota gwiazda: symbol Najświętszej Maryi Panny tytułowanej „Gwiazdą Morza'” oraz „Gwiazdą Nowej Ewangelizacji”. Niebieskie pole o sfalowanej krawędzi nawiązuje do geograficznego położenia archidiecezji nad brzegiem Bałtyku. W polu prawym – czerwonym, znajdują się skrzyżowane: złota włócznia i wiosło – atrybuty św. Wojciecha, patrona archidiecezji. W polu lewym – złotym, widnieje czarny gryf – symbol ziemi pomorskiej, na terenie której leży archidiecezja.
Za tarczą, ukośnie ustawione są złote emblematy: podwójny krzyż metropolitalny oraz pastorał z krzywaśnią nawiązującą kształtem do XVII-wiecznego pastorału opatów cysterskich. Nad górną krawędzią tarczy jest umiejscowiona srebrna infuła ze złotymi zdobieniami, poniżej zaś tarczy: paliusz, insygnia władzy arcybiskupiej. Na samym dole widnieje wstęga z napisem: „Archidiecezja Gdańska” lub „Archidioecesis Gedanensis”.
Obecny herb archidiecezji gdańskiej obowiązuje od dnia 7 października 2023.

## Poprzedni herb archidiecezji

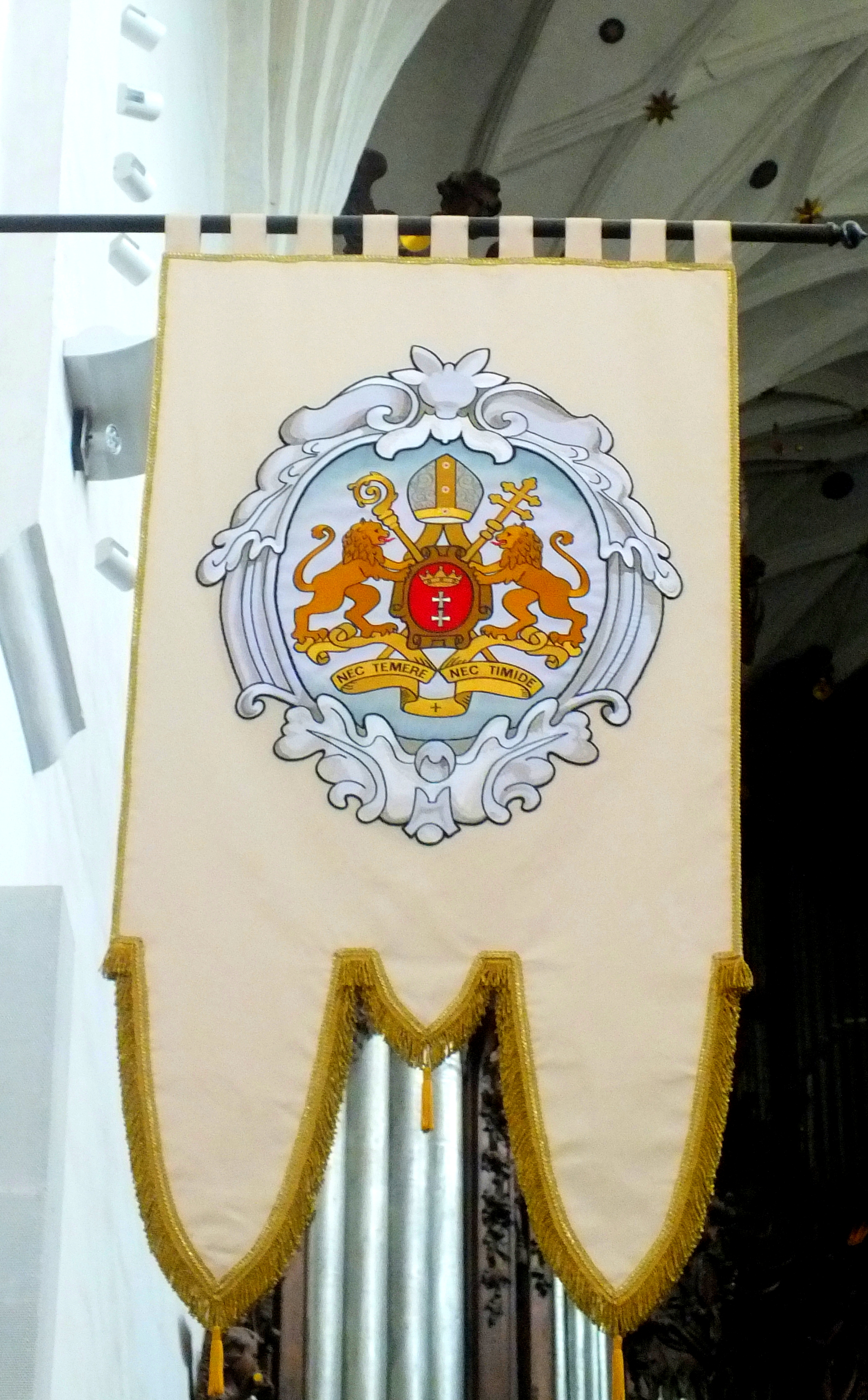
Herb archidiecezji gdańskiej obowiązujący od 25 marca 1992 do 7 października 2023